# Davide Ferrario

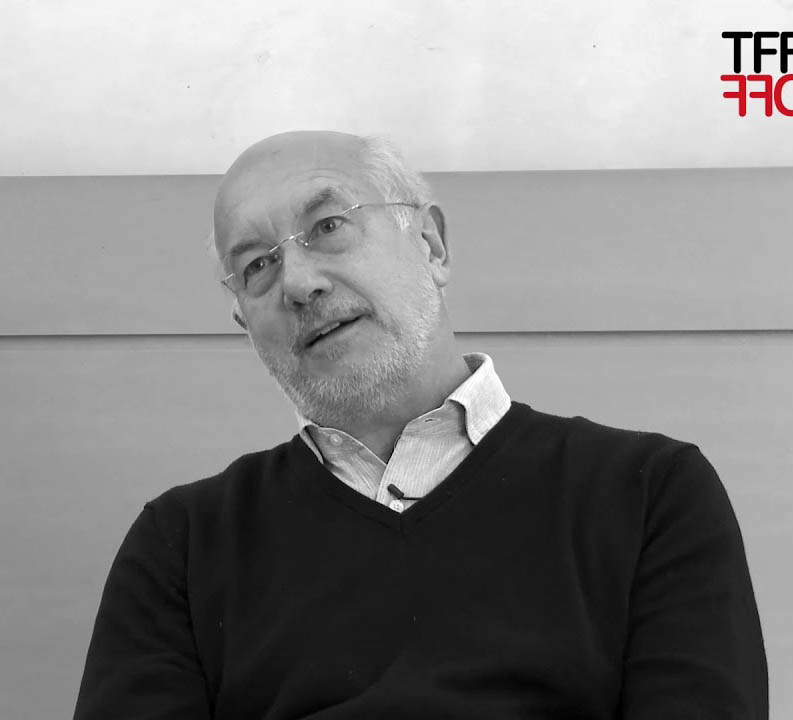
David Ferrario beim Toronto International Film Festival 2017

Davide Ferrario (* 26. Mai 1956 in Casalmaggiore) ist ein italienischer Filmregisseur und Drehbuchautor.

## Leben
Ferrario arbeitete nach dem Studium der amerikanischen und englischen Literatur zunächst als Filmkritiker und war Redakteur des „Cineforum“, Autor (u. a. zu Rainer Werner Fassbinder) und Werbetexter. Daneben inszenierte er Musikvideos. 1986 lieferte er sein erstes Spielfilmdrehbuch; in Zusammenarbeit mit John Sayles entstand der von Attilio Concari gedrehte 45° parallelo. Nach einem Kurzfilm drehte er 1989 sein Debüt, La fine della notte, das er nicht nur schrieb, sondern in dem er auch eine Rolle als Interpret übernahm. Fünf Jahre später wandte sich Ferrario der Komödie zu und ließ dann eine Romanverfilmung von Giuseppe Culicchia folgen. Sein übernächster Film Guardami war bei den Filmfestspielen von Venedig stark umstritten, da er Hardcoreszenen in seine Handlung (um eine Pornodarstellerin) integrierte. Kommerziell war der Film ein Fiasko.
Im neuen Jahrtausend wechselte Ferrario zwischen Arbeiten als Dokumentarfilmer und Spielfilmen. Sein 2004 entstandener Dopo mezzanotte  wurde mit einem David di Donatello ausgezeichnet.
Sein erster Roman trägt den Titel Dissolvenza al nero (dt.: Römisches Maskenspiel).

## Filmografie (Auswahl)
- 1989: La fine della notte
- 1994: Anime fiammeggianti
- 1995: Materiale resistente (Dokumentarfilm)
- 1997: Blei an den Flügeln (Tutti giù per terra)
- 1998: Hannibals Kinder (Figli di Annibale)
- 1998: Am Anfang waren die Unterhosen (In principio erano le mutande)
- 1999: Guardami
- 2004: Die zweite Hälfte der Nacht (Dopo mezzanotte)
- 2009: Tutta colpa di Giuda
- 2022: Umberto Eco – Eine Bibliothek der Welt (Dokumentarfilm)[4]
- 2024: Italo Calvino nelle città